# Fitbit
Fitbit Inc. är ett företag inom hemelektronik och hälsa. Företaget grundades i Kalifornien, USA 2007 av James Park och Eric Friedman. Det är mest känt för konsumentprodukten Fitbit Tracker, en avancerad stegräknare som trådlöst laddar upp data över WiFi. Förutom antal steg kan Fitbit Tracker mäta bland annat antal trappor (med hjälp av inbyggd höjdmätare) användaren har rört sig uppåt samt sömnkvalitet.
År 2019 meddelade Google sin avsikt att köpa Fitbit för 2,1 miljarder dollar.

## Fitbit Tracker
Fitbit tracker använder en tredimensionell accelerometer, liknande den som finns fjärrkontrollen till Nintendo Wii, för att mäta användarens rörelser. Apparaten mäter antal steg, sträcka, kaloriförbränning, antal trappor och rörelseintensitet. Mätaren mäter även sömnkvalitet, insomningstid, antal uppvaknanden under natten och total sömntid.
En basstation kopplas via USB till en dator för att överföra data och ladda batteriet.

## Priser, kritik
Fitbit har vunnit flera priser, inklusive runner-up vid TechCrunch50 2008 och CES 2009 Innovation honoree and best in the Health & Wellness category..
Fitbit har kritiserats för brist på dataintegritet.